# José Ramón Abad
José Ramón Abad (1846-1912) periodista, escritor e investigador dominicano y puertorriqueño, autor de la Reseña General Geográfico-Estadística de República Dominicana, volumen creado especialmente para la Exposición Universal de París (1889).

## Historia
José Ramón Abad nació en Santo Domingo, pero muy joven emigró a Puerto Rico, donde realizó varias publicaciones, y colaboró con algunos de los más importantes periódicos del país. Una de sus publicaciones fue Puerto Rico en la Feria Exposición de Ponce en 1882. (ISBN 1230270981; ISBN 9781230270982;OCLC 923425970)
Propuso ideas reformistas, lo que le atrajo la hostilidad del gobierno colonial español
En 1888,durante el gobierno de Ulises Heureaux, José Ramón Abad recibió la encomienda del Ministro de Fomento y Obras Públicas de la República Dominicana, ciudadano Pedro T. Garrido, de recopilar toda la información pertinente para preparar y redactar la "Reseña General Geográfico-Estadística", cuyo objetivo fue que circulara durante la Exposición universal de París de 1889, ante el hecho de que era la primera vez que la República Dominicana tomaba parte en uno de esos eventos.
Este volumen es una extensa y detallada descripción de la República Dominicana en sus más variados aspectos; contiene la descripción geográfica del país, su organización política y social, así como sus fuerzas productivas, clasificadas por los renglones de producción que para la época eran explotados y opiniones acertadas sobre el porvenir de la agricultura tropical, entre otras cosas.
En este libro pueden apreciarse los amplios conocimientos y erudición del autor, quien estuvo íntimamente compenetrado con los asuntos dominicanos.